# Heart Shaker
«Heart Shaker» es una canción grabada por el grupo surcoreano Twice. Fue lanzada por JYP Entertainment el 11 de diciembre de 2017, como el sencillo principal de su álbum Merry & Happy, el que fue una reedición de su primer álbum de estudio, Twicetagram.

## Antecedentes y lanzamiento
JYP Entertainment mencionó por primera vez la palabra "Heart Shaker" en el vídeo musical de «Likey». La palabra apareció escrita en un anuncio de la calle y en un arco en el vídeo musical. La publicación oficial de Instagram para «Likey» también fue etiquetada con el hashtag #HeartShaker. El 27 de noviembre de 2017, JYP Entertainment anunció el lanzamiento de la reedición, inspirada en Navidad, del primer álbum completo de Twice, Twicetagram, titulado Merry & Happy. El sencillo principal «Heart Shaker» fue revelado tres días después. Del 4 al 11 de diciembre, se lanzaron varios teasers y avances, incluida la letra de la canción. El álbum, junto con el vídeo musical del sencillo principal, se lanzó oficialmente el 11 de diciembre. También se lanzó como descarga digital en varios sitios de música.

## Composición
«Heart Shaker» fue escrita por el equipo de producción musical llamado Galactika (별 들의 전쟁) y co-compuesta por David Amber y Sean Alexander.
Tamar Herman de Billboard describió la canción como "una canción pop brillante que incorpora riffs de guitarra funky, sintetizadores centelleantes y una armonización suave para crear una sensación vintage de invierno, pero con una melodía optimista y una entrega traviesa de los versos y el coro enérgico". También se mencionó que "líricamente, captura los sentimientos de una niña que, con valentía, busca una confesión de alguien que ha sacudido su corazón.

## Vídeo musical
El 4 de diciembre de 2017 se lanzó un teaser del vídeo musical de un minuto para «Heart Shaker». Muestra a Twice en camisetas blancas de manga larga y jeans interpretando el coro de la canción en un set que parece una tienda. Junto con el lanzamiento del álbum, la versión completa del vídeo musical fue publicado en línea el 11 de diciembre. A diferencia de sus sencillos coreanos anteriores, este está fuertemente orientado al baile con una variedad de sets vibrantes y de inspiración retro. Al final del vídeo, se muestran a las miembros en una secuencia de baile que ofrece un grupo de dieciocho miembros a través de una coreografía reflejada.
El 22 de enero de 2018, el vídeo superó los 100 millones de visitas, 41 días después de que se publicara en YouTube. Superó los 200 millones de visitas el 11 de julio, convirtiéndose en el quinto vídeo musical de Twice en lograr esto.

## Promoción
El 11 de diciembre de 2017, Twice tuvo una transmisión en vivo en V Live de Naver, para celebrar el lanzamiento del álbum con los fanáticos. También dieron a conocer la coreografía completa de «Heart Shaker». Tres días más tarde, el grupo también se presentó en el especial radial SBS Love FM's Family Concert, donde interpretaron la canción en vivo por primera vez.
Twice presentó «Heart Shaker» en los programas de música Music Bank, Show! Music Core e Inkigayo el 15, 16 y 17 de diciembre, respectivamente.

## Rendimiento comercial
La canción debutó al tope de la tabla del Gaon Digital Chart y en la lista K-pop Hot 100 de Billboard. También alcanzó el número 2 y 4 en el World Digital Song Sales y en el Japan Hot 100 de Billboard, respectivamente.
«Heart Shaker» superó los 100 millones de reproducciones en septiembre de 2019 y 2.500.000 descargas en marzo de 2020 en Gaon Music Chart.

## Versión japonesa
El segundo álbum recopilatorio de Twice, #Twice2, lanzado el 6 de marzo de 2019, incluye la versión en coreano y una nueva versión en japonés de «Heart Shaker». Las letras japonesas fueron escritas por Risa Horie, Na.Zu.Na y Yu-ki Kokubo.

## Posicionamiento en listas
| Lista (2017-2018)                        | Mejor posición |
| ---------------------------------------- | -------------- |
| Corea del Sur (Gaon)                     | 1              |
| Corea del Sur (K-Pop Hot 100)            | 1              |
| Filipinas (Philippine Hot 100)           | 10             |
| Filipinas (BillboardPH K-pop Top 5)      | 1              |
| Japón (Japan Hot 100)                    | 4              |
| Japón (Digital Singles Oricon)           | 5              |
| USA (World Song Digital Sales Billboard) | 2              |

| Lista (2018)          | Mejor posición |
| --------------------- | -------------- |
| Corea del Sur (Gaon)  | 38             |
| Japón (Japan Hot 100) | 41             |

## Reconocimientos

### Premios y nominaciones
| Año  | Evento                     | Premio                                  | Resultado | Ref.   |
| ---- | -------------------------- | --------------------------------------- | --------- | ------ |
| 2017 | Gaon Chart Music Awards    | Canción del año - diciembre             | Ganador   | [ 32 ] |
| 2018 | Melon Music Awards         | Canción del año                         | Nominado  |        |
| 2018 | Melon Music Awards         | Mejor baile - Grupo femenino            | Nominado  |        |
| 2018 | Korea Popular Music Awards | Mejor canción digital (canción del año) | Ganador   | [ 33 ] |
| 2019 | Golden Disc Awards         | Daesang Digital                         | Nominado  | [ 34 ] |
| 2019 | Golden Disc Awards         | Bonsang Digital                         | Ganador   | [ 34 ] |

### Premios en programas de música
| Programa               | Fecha                   | Ref.   |
| ---------------------- | ----------------------- | ------ |
| M Countdown (Mnet)     | 21 de diciembre de 2017 | [ 35 ] |
| M Countdown (Mnet)     | 28 de diciembre de 2017 | [ 36 ] |
| Music Bank (KBC)       | 22 de diciembre de 2017 | [ 37 ] |
| Music Bank (KBC)       | 29 de diciembre de 2017 | [ 38 ] |
| Show! Music Core (MBC) | 23 de diciembre de 2017 | [ 39 ] |
| Show! Music Core (MBC) | 13 de enero de 2018     | [ 40 ] |
| Inkigayo (SBS)         | 24 de diciembre de 2017 | [ 41 ] |
| Inkigayo (SBS)         | 31 de diciembre de 2017 | [ 42 ] |
| Inkigayo (SBS)         | 7 de enero de 2018      | [ 43 ] |